# Kakamega
Kakamega – miasto w zachodniej Kenii, stolica hrabstwa Kakamega. Kakamega jest położone ok. 30 km na północ od równika i ok. 50 km na północ od miasta portowego Kisumu, leżącego nad Jeziorem Wiktorii.
Las Kakamega jest obecnie jedyną pozostałością (na terenie Kenii) po lesie deszczowym. To miejsce zajmuje obszar 240 kilometrów kwadratowych i położone jest 48 kilometrów na północ od Kisumu i 42 kilometry na południe od trasy transafrykańskiej na wysokości Weybuye.
Klimat jest tu bardzo wilgotny, z przeciętną roczną opadów ponad 2 metry. Długa pora deszczowa przypada tu na kwiecień i maj, zaś krótka na sierpień i wrzesień. Najbardziej suche miesiące roku to styczeń i luty. Temperatura przez cały rok utrzymuje się w przedziale od 11 °C do 26 °C. 
Decyzją kenijskiego parlamentu, Las Kakamega oficjalnie uzyskał status rezerwatu dopiero w maju 1985, chociaż wcześniej również był chroniony przez władze kolonialne, a potem przez rząd wolnej Kenii.